# マラマ・ヴァイリュア
マラマ・ヴァイリュア（Marama Vahirua, 1980年5月12日 - ）はタヒチ・パペーテ出身のサッカー選手。ポジションはFW。苗字は「バヒルア」「バイルア」とも表記される。
フランス代表としてEURO1992に出場したパスカル・ヴァイリュアは従兄弟である。
得点した後にカヌーをこぐパフォーマンスをする。

## 経歴
17歳の時にタヒチからフランスに渡りFCナントの下部組織に入団。その後トップチームに昇格し、2001年5月31日、ASサンテティエンヌ戦でリーグ優勝を決める決勝ゴールを記録した。この優勝によって出場したUEFAチャンピオンズリーグでは、グループリーグ初戦のPSVアイントホーフェン戦でチームの4点目となるゴールを挙げている。
2004年に移籍したOGCニースではフレデリック・アントネッティ監督の下、トップ下でプレーするなどプレーの幅を拡げ、自己最高の10得点を記録。2005年度のオセアニア年間最優秀選手賞を獲得した。
2007年のFCロリアン移籍直後はゴールを量産し、一時期は得点王争いでトップに立った。しかし次第に得点ペースが落ち、さらに怪我で長期離脱を余儀なくされた。2010年、契約切れを機にASナンシーに移籍したが、その後ASモナコ、ギリシャのパントラキコスFCへ1シーズンごとにレンタル放出されている。
2013年10月、ユース時代を過ごしたタヒチのASピレーにアマチュア選手として移籍した。

## 代表歴
長らくフランス代表入りを目指してきたが、21歳以下の代表に選出されたのみで、A代表でプレーすることは叶わなかった。2012年、出生地であるタヒチがブラジルで開催されるFIFAコンフェデレーションズカップ2013の出場権を獲得したことで同代表チーム入りを決断。本大会登録メンバーに選出されると、国際大会への経験が乏しいチームをけん引する唯一のプロ選手として注目を集めた。
2013年6月17日、コンフェデレーションズカップ初戦のナイジェリア戦で遂にタヒチ代表デビューを飾った。試合には1-6で敗れたものの、コーナーキックからタヒチのFIFA主催大会初ゴールをアシストするなど随所で活躍を見せた。大会終了後にプロのキャリアから引退することを表明。前述の通りアマチュア選手としてプレーする傍ら、新たにタヒチサッカー連盟のテクニカルディレクターに就任することとなった。

## 所属クラブ
- FCナント 1998-2004
- OGCニース 2004-2007
- FCロリアン 2007-2010
- ASナンシー 2010-2013

→ ASモナコ 2011-2012 （レンタル）
→ パントラキコスFC 2012-2013 （レンタル）
- ASピレー 2013
- ASテマナヴァ 2017
- ASドラゴン 2017-

## タイトル
| シーズン | チーム   | タイトル               |
| -------- | -------- | ---------------------- |
| 2000     | FCナント | クープ・ドゥ・フランス |
| 2001     | FCナント | リーグ・アン           |